# 胡經 (成化進士)
胡經（1463年—？），字緯之，山東濟南府濱州人，軍籍，明朝政治人物。

## 生平
成化十九年（1483年）癸卯科山東鄉試第七十四名舉人。成化二十三年（1487年）中式丁未科會試第二百七十名，三甲第二百一十九名進士。歷官户部员外郎，弘治十四年（1501年）四月升陕西按察司佥事，正德元年（1506年）七月以都御史楊一清举荐，升副使，整饬西宁等处兵备，二年七月因魏國公张懋欺隐魏家店地税一事被逮问，三年二月革职为民。劉瑾死後復除原职，七年閏五月升山西按察使，八年七月升浙江右布政使。

## 家族
曾祖胡伯皐；祖父胡銘，主簿；父胡奕，義官。母王氏，重庆下。